# Sultan Azlan Shah Cup 1999
De strijd om de Sultan Azlan Shah Cup is een internationaal toptoernooi, dat jaarlijks in Maleisië wordt gehouden. Het evenement vindt geen doorgang indien Maleisië in hetzelfde jaar gastheer is van een door de FIH toegewezen toptoernooi, zoals het wereldkampioenschap of de Champions Trophy. Aan de negende editie (vrijdag 2 tot en met zaterdag 10 april 1999) deden, behalve het gastland, de volgende landen mee: Canada, Duitsland, Nieuw-Zeeland, Pakistan en Zuid-Korea.

## Uitslagen voorronde
Vrijdag 2 april 1999
- Maleisië-Nieuw-Zeeland        1-4
- Pakistan-Canada               6-3
- Duits-Zuid-Korea              4-3

Zaterdag 3 april 1999
- Maleisië-Canada               1-2
- Pakistan-Zuid-Korea           6-2

Zondag 4 april 1999
- Duitsland-Nieuw-Zeeland       3-0

Maandag 5 april 1999
- Zuid-Korea-Canada             5-2
- Nieuw-Zeeland-Pakistan        2-5
- Duitsland-Maleisië            4-3

Dinsdag 6 april 1999
- Pakistan-Maleisië             5-1

Woensdag 7 april 1999
- Canada-Duitsland              2-1
- Zuid-Korea-Nieuw-Zeeland      5-1

Donderdag 8 april 1999
- Duitsland-Pakistan            2-4
- Maleisië-Zuid-Korea           1-3
- Canada-Nieuw-Zeeland          2-3

Vrijdag 9 april 1999
- Pakistan-Canada               2-1
- Maleisië-Zuid-Korea           4-5
- India-Nieuw-Zeeland           2-1

## Eindstand voorronde
| Plaats | Land          | Matchen | Gw | Vl | Gl | Doelpunten | Punten |
| ------ | ------------- | ------- | -- | -- | -- | ---------- | ------ |
| 1.     | Pakistan      | 5       | 5  | 0  | 0  | (26-10)    | 15     |
| 2.     | Zuid-Korea    | 5       | 3  | 0  | 2  | (18-14)    | 9      |
| 3.     | Duitsland     | 5       | 3  | 0  | 2  | (14-12)    | 9      |
| 4.     | Canada        | 5       | 2  | 0  | 3  | (11-16)    | 6      |
| 5.     | Nieuw-Zeeland | 5       | 2  | 0  | 3  | (10-16)    | 6      |
| 6.     | Maleisië      | 5       | 0  | 0  | 5  | (7-18)     | 0      |

## Uitslagen play-offs
Zaterdag 10 april 1999

### Plaats 5
- Maleisië-Nieuw-Zeeland     2-1

### Plaats 3 (troostfinale)
- Duitsland-Canada           3-2

### Finale
- Pakistan-Zuid-Korea        3-1

## Eindrangschikking
| Plaats | Land          |
| ------ | ------------- |
| 1.     | Pakistan      |
| 2.     | Zuid-Korea    |
| 3.     | Duitsland     |
| 4.     | Canada        |
| 5.     | Maleisië      |
| 6.     | Nieuw-Zeeland |